# Tomas Baranauskas
Tomas Baranauskas (ur. 12 września 1973 w Kownie) – litewski historyk mediewista, działacz społeczny i polityczny.
W 1998 roku ukończył studia na Wydziale Historii Uniwersytetu Wileńskiego. Od września 1996 roku jest zatrudniony w Instytucie Historii Litwy.
W 2000 roku opublikował kontrowersyjną pracę "Lietuvos valstybės ištakos" ("Tworzenie państwa litewskiego"), w której przekonywał do tezy o wcześniejszym niż dotąd przypuszczano ukształtowaniu się Wielkiego Księstwa Litewskiego, jeszcze przed okresem panowania Mendoga.
Baranauskas działa w stowarzyszeniu "Pilis" oraz "Lietuvai pagražinti draugija". Jest członkiem Związku Ojczyzny, z ramienia którego kandydował w wyborach parlamentarnych 2008 roku w okręgu Wilno-Szyrwinty, jednak w II turze został pokonany przez miejscowego działacza polskiego Michała Mackiewicza.

## Publikacje
- "Lietuvos valstybės ištakos", Vilnius 2000, ISBN 5-415-01495-0
- "Vorutos pilis", Vilnius 2001, ISBN 9986-23-087-X (wraz z Gintautasem Zabielą)
- "Lietuvos istorijos kalendorius. 2002", Vilnius 2001, ISBN 9986-34-086-1
- "Lietuvos istorijos bibliografija. 1998", Vilnius 2005, ISSN 1392-981X
- "Anykščių medinė pilis", Anykščiai 2005